# Gonocephalus kuhlii
Gonocephalus kuhlii es una especie de reptil escamoso del género Gonocephalus, familia Agamidae. Fue descrita científicamente por Schlegel en 1848.
Habita en Indonesia (Sumatra, Java). La longitud de la cabeza y el cuerpo es de 98 mm, cola de 160 mm. Es marrón oliva con bandas transversales oscuras y rayas marrones. Sus extremidades presentan bandas oscuras y la parte inferior es amarillenta con betas negras.